# Kokkedal Station
Kokkedal Station er en dansk jernbanestation beliggende i bydelen Kokkedal i Hørsholm i Nordsjælland. Stationen ligger på kommunegrænsen mellem Fredensborg og Hørsholm kommuner og er beliggende på Kystbanen mellem København og Helsingør.

## Historie
Stationen er oprindeligt anlagt i 1906 som et billetsalgssted for Kokkedal Slots ejere, men i de forløbne år er stationen udbygget flere gange. Kokkedal Station fik status af rigtig station i 1916, og i 1944 fik stationen sin nuværende stationsbygning.
Da Kystbanen blev projekteret, mente man ikke, at de spredte gårde i området kunne retfærdiggøre en station på stedet, men DSB blev efterhånden udsat for et stærkt pres fra de få men indflydelsesrige gårdejere.

## Trafik
I køreplanen K23, for 2023/24, er der 4 tog i timen i hver retning, og i myldretiden 6 tog i timen i hver retning, dvs. mod Helsingør i den ene retning eller Næstved via Københavns Hovedbanegård i den anden. Tidligere gik nogle af togene fra København videre til Københavns Lufthavn, Kastrup, Helsingborg, Göteborg, Kalmar eller Karlskrona. Men pr. K23 kører alle tog undtagen de to myldretidstog mod Næstved, hhv. via Roskilde eller Køge Nord. De to myldretidstog hver time kører til Holbæk med de dieseldrevne IC4-tog.

## Faciliteter
På stationspladsen vest for stationen – som blev ombygget i midten af 1990'erne – er der taxiholdeplads, gratis p-pladser og busterminal med lokale og regionale busser (S-busser) med forbindelse til Hørsholm Bymidte/indkøbscentret Hørsholm Midtpunkt, Birkerød, Kongens Lyngby, Farum, Helsingør og Nørreport i København.

## Busterminal
Busterminalen består af fem stoppesteder (status 30. januar 2017):
- 500S mod Ørestad st.
- 386 mod Mikkelborg Park; 386 mod Rungsted Kyst st.
- 353 mod Helsingør st.
- 365R mod Fredensborg st.
- 150S mod Nørreport st.

## Antal rejsende
Ifølge Østtællingen var udviklingen i antallet af dagligt afrejsende: 
| År   | Antal | År   | Antal | År   | Antal | År   | Antal |
| ---- | ----- | ---- | ----- | ---- | ----- | ---- | ----- |
| 1984 | 1.946 | 1993 | 2.219 | 2000 | 2.769 | 2005 | 2.461 |
| 1987 | 1.895 | 1995 | 2.608 | 2001 | 2.553 | 2006 | 3.099 |
| 1990 | 2.100 | 1996 | 2.773 | 2002 | 2.370 | 2007 | 2.411 |
| 1991 | 2.124 | 1997 | 2.657 | 2003 | 2.458 | 2008 | 2.547 |
| 1992 | 1.961 | 1998 | 2.987 | 2004 | 2.741 |      |       |